# Silvio Siripong Charatsri

Wappen von Silvio Siripong Charatsri als Bischof von Chanthaburi

Silvio Siripong Charatsri (Thai: ซิลวีโอ สิริพงษ์ จรัสศรี; * 10. Dezember 1959 in Bang Nok Khwaek, Amphoe Bang Khonthi, Provinz Samut Songkhram, Zentralthailand) ist ein thailändischer römisch-katholischer Geistlicher und Bischof von Ratchaburi.

## Leben
Silvio Siripong Charatsri wurde am 16. Dezember 1959 getauft und am 1. November 1970 durch den Bischof von Chiang Mai, Robert Ratna Bamrungtrakul, gefirmt. Er besuchte die Darunanukroh School und später die Daruna Ratchaburi School sowie ab 1971 das Kleine Seminar in Ratchaburi und die dortige Benjamarachutit School. Anschließend studierte er Philosophie und Katholische Theologie am nationalen Priesterseminar Lux Mundi in Sampran. Am Saengtham College erwarb er einen Bachelor of Arts in Philosophie und einen Bachelor of Theology. Der Bischof von Nakhon Ratchasima, Joachim Phayao Manisap, erteilte ihm am 15. August 1984 die liturgische Beauftragung zum Lektor und der Erzbischof von Thare und Nonseng, Lawrence Khai Saen-Phon-On, am 15. August 1985 die Beauftragung zum Akolythen. Siripong Charatsri wurde am 15. August 1986 in der Kirche des Saengtham College durch den Bischof von Ubon Ratchathani, Michael Bunluen Mansap, zum Diakon geweiht und empfing am 19. Mai 1987 in der Kathedrale Mariä Geburt in Ratchaburi durch den Bischof von Ratchaburi, John Bosco Manat Chuabsamai, das Sakrament der Priesterweihe für das Bistum Ratchaburi.
Nach der Priesterweihe war Siripong Charatsri zunächst ein Jahr als Pfarrvikar der Pfarrei Herz Jesu in Watplunh und als Diözesanjugendseelsorger tätig, bevor er 1989 Vizerektor des Kleinen Seminars in Ratchaburi wurde. 1991 wurde er für weiterführende Studien auf die Philippinen entsandt, wo er 1992 am East Asian Pastoral Institute (EAPI) der Ateneo de Manila University ein Diplom im Fach Pastoraltheologie erlangte. Von 1992 bis 1995 fungierte Siripong Charatsri als Rektor des Kleinen Seminars in Ratchaburi. Anschließend war er Pfarrer der Pfarrei St. Johannes Bosco in Ratchaburi. 1998 setzte er seine Studien an der Päpstlichen Universität Heiliger Thomas von Aquin in Rom fort, wo er im Jahr 2000 ein Lizenziat im Fach Moraltheologie erwarb. Nach der Rückkehr in seine Heimat im Jahr 2001 wurde Siripong Charatsri Subregens des nationalen Priesterseminar Lux Mundi in Sampran, an dem er auch lehrte. Ab 2006 wirkte er als Generalvikar des Bistums Ratchaburi und erneut als Pfarrer der Pfarrei St. Johannes Bosco in Ratchaburi sowie als Rektor der Daruna Ratchaburi School und der Daruna Ratchaburi Commercial School.
Papst Benedikt XVI. ernannte ihn am 4. April 2009 zum Bischof von Chanthaburi. Sein Amtsvorgänger Lawrence Thienchai Samanchit spendete ihm am 4. Juli desselben Jahres auf dem Gelände der Darasamut School in Si Racha die Bischofsweihe; Mitkonsekratoren waren Erzbischof Salvatore Pennacchio, Apostolischer Nuntius in Thailand, Singapur und Kambodscha und Apostolischer Delegat in Myanmar, Laos, Malaysia und Brunei, und Michael Michai Kardinal Kitbunchu, emeritierter Erzbischof von Bangkok. Siripong Charatsri wählte den Wahlspruch Pax et caritas („Frieden und Liebe“).
Papst Franziskus ernannte ihn am 13. Juni 2023 zum Bischof von Ratchaburi. Die Amtseinführung fand am 5. August desselben Jahres statt.